# Анникко
Анникко (итал. Annicco) — город в Италии, расположен в регионе Ломбардия, подчинён административному центру Кремона (провинция).
Население составляет 1897 человек, плотность населения составляет 100 чел./км². Занимает площадь 19 км². Почтовый индекс — 26021. Телефонный код — 00374.
В городе 29 августа особо празднуется усечение главы Иоанна Предтечи.